# Česká Lípa

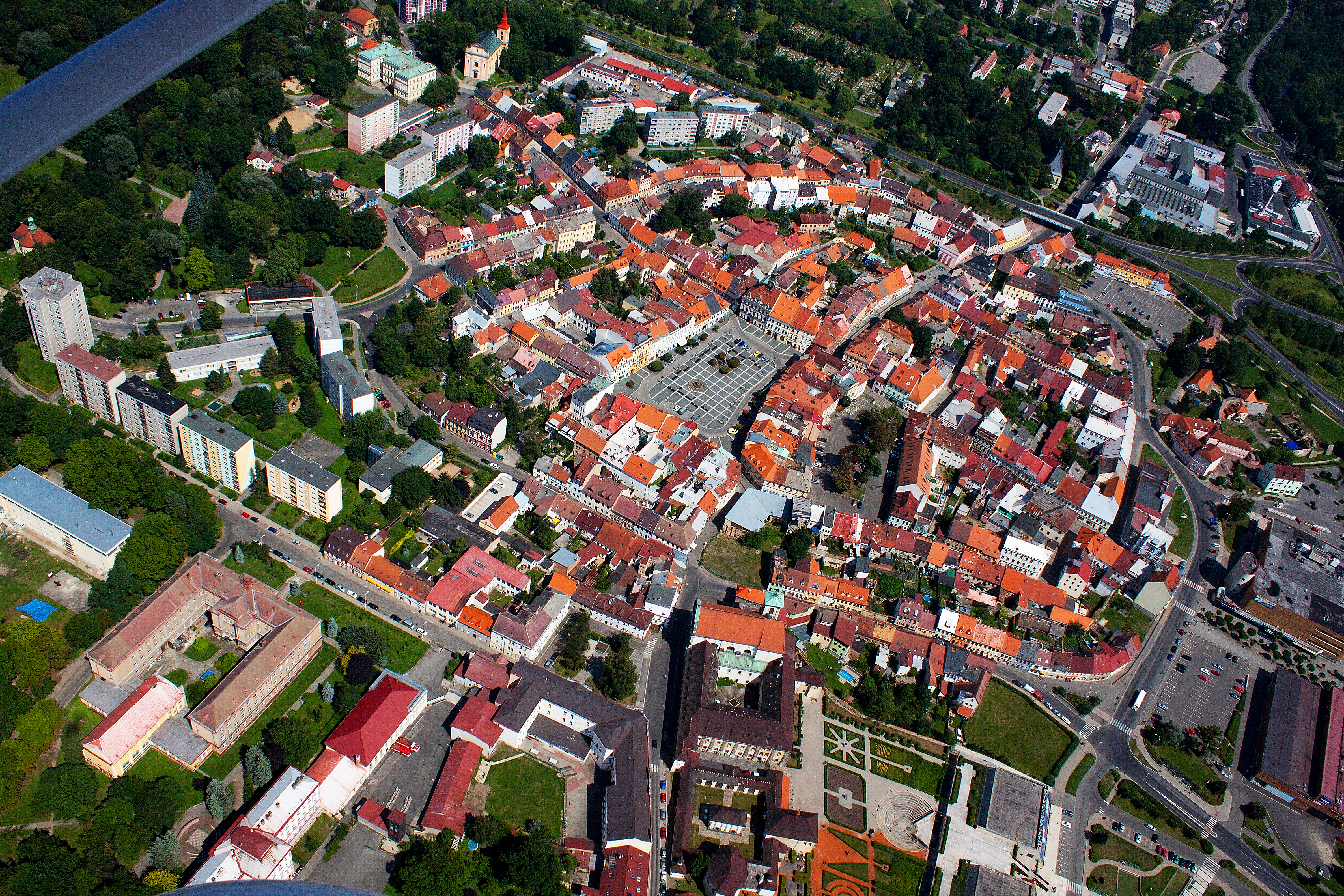
Flygfotografi över Česká Lípas centrum, 2010.

Česká Lípa (tyska: Böhmisch-Leipa) är en stad i Tjeckien, cirka 65 kilometer norr om Prag. Staden har 37 158 invånare (2016).
I Česká Lípa finns maskin- och textilindustri, och ett augustinerkloster grundat av Albrecht von Wallenstein 1626. Före 1945 var majoriteten av invånarna tyskar.